# والتر ك. تايلور
والتر ك. تايلور (بالإنجليزية: Walter C. Taylor)‏ هو سياسي أمريكي، ولد في 18 فبراير 1870، وتوفي في 1929.